# محمد حافظ إرشيد
محمد حافظ إرشيد سياسي فلسطيني (مواليد جنين)، وهو أحد مؤسسي حركة القوميين العرب.

## السيرة المهنية
وّلد إرشيد في قرية صير في قضاء جنين، فلسطين. نشأ وتربى في أحضان عائلة محافظة، حيث كان والده حافظ حسين إرشيد أحد الشخصيات المساندة لثورة عام 1936 في فلسطين التي وقعت فيها معارك ضارية وعنيفة بين مقاتلي الثورة والجيش البريطاني والعصابات اليهودية. انتسب في الخمسينيات من القرن العشرين إلى حركة القوميين العرب وكان ناصري الأفكار. وقد مارس نشاطه ودوره بشكل سري للغاية وساهم في تأسيس جناح حركة القوميين في منطقة شمال فلسطين، حيث كان على علاقة مباشرة ووطيدة مع أبو علي مصطفى (أصبح لاحقاُ الأمين العامة للجبهة الشعبية) في تلك المرحلة، التي قاد خلالها التعبئة والتنظيم ومقاومة الاحتلال.
تمكنت القوات الإسرائيلية من اكتشاف دوره ونشاطه واعتقاله في عام 1967، ووجهت إليه عدة تهم لكنه لم يعترف بها وعُذب ونقل إلى سجن صرفند الذي اُعتبر في حينه من أصعب مراكز التحقيق الإسرائيلية. في نهاية العام 1970، وفي خضم أحداث أيلول الأسود، نٌفِي إرشيد مع مجموعة من المعتقلين إلى الأردن قصراً وجبرياً لتبدأ مرحلة أشد عناءً من السجن وأصعب على عائلته وأبنائه، ورغم إبعاده إلا أنه وضع تحت مراقبة المخابرات الأردنية. وقد عاد إلى فلسطين في عام 1975 ليٌحاكم أمام المحاكم الإسرائيلية مجددًا، ولتتم مراقبته.

## وفاته
رحل إرشيد في فجر يوم الجمعة الموافق 27 نيسان/ أبريل 2012، وقد شُيع جثمانه في موكب كبير في قرية صير في محافظة جنين، شمال الضفة الغربية.